# Urosaurus gadovi
Urosaurus gadovi (деревна ящірка Гадова) — вид ігуаноподібних ящірок родини фриносомових (Phrynosomatidae). Ендемік Мексики. Вид названий на честь німецького орнітолога Ганса Фрідріха Гадова.

## Поширення і екологія
Деревні ящірки Гадова мешкають в басейні річки Бальсас в штатах Халіско, Мічоакан і Герреро на заході Мексики. Вони живуть в сухих тропічних лісах.